# Ulrich von Baudissin

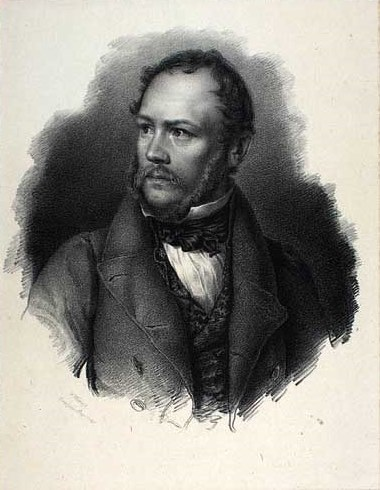
Ulrich von Baudissin

Graf Ulrich Hunold Hermann von Baudissin (* 22. Februar 1816 in Greifswald; † 3. Dezember 1893 in Wiesbaden) war ein deutscher Schriftsteller und Maler.

## Herkunft und Familie
Als Enkel von Heinrich Friedrich von Baudissin gehörte er zu dem ursprünglich aus der Oberlausitz stammenden, im Dreißigjährigen Krieg nach Schleswig-Holstein gekommenen Adelsgeschlecht Baudissin. Er war eines von 13 Kindern von Christian Carl Graf von Baudissin (* 4. März 1790 auf Gut Knoop; † 9. April 1868 in Itzehoe) und dessen Ehefrau Henriette, geborene Kuniger (* 6. Januar 1788 in Schleswig; † 11. Dezember 1864 in Greifswald).
Wolf Friedrich Ottomar, Thekla, Asta und Adelbert Heinrich von Baudissin waren Geschwister von ihm. Zu seinen Neffen zählen entsprechend Wolf Ernst Hugo Emil und Friedrich von Baudissin. Sophie Anna von Reventlow war Ulrichs Tante, Eduard und Nikolaus von Baudissin waren Cousins ersten Grades und Wolf Wilhelm von Baudissin ein Cousin zweiten Grades von ihm.
Ulrich von Baudissin war 1843 bis 1857 mit Caroline Julie Lerche (* 20. März 1813; † 11. Dezember 1886 in Frederiksberg) verheiratet, die mütterlicherseits aus mecklenburgischen Adelsgeschlecht der Levetzow stammt. Der gemeinsame Sohn Otto Karl Louis (1845–1868) starb an den Verletzungen im Deutschen Krieg.

## Leben und Wirken

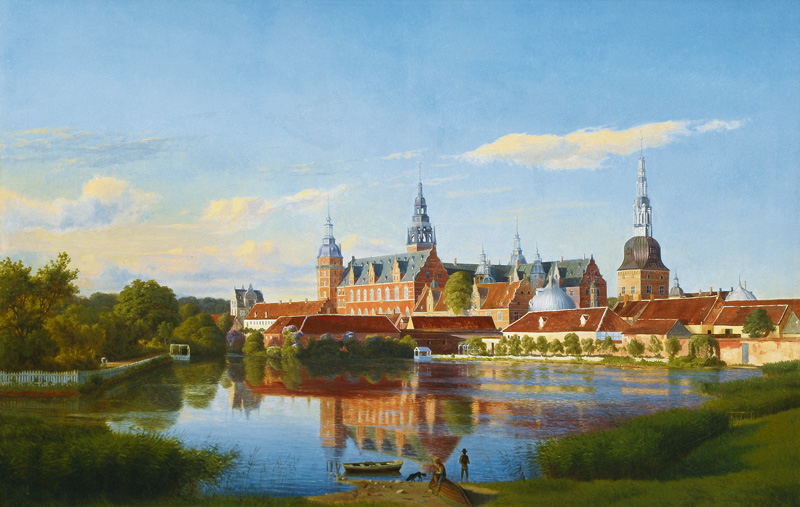
Gemälde des Schlosses Frederiksborg

Die Kindheit verbrachte er in der dänischen Hafenstadt Horsens. 1829 wurde er einer Familientradition folgend auf die königliche Kadettenanstalt nach Kopenhagen geschickt. Nach der Offiziersausbildung diente er im holsteinischen und später dem Schleswiger Infanterie-Regiment. Ab 1842 führte er das 1. Reserve-Bataillon, mit dem er im Rang eines 'Kaptajn' (OF-2, entspricht Hauptmann) während der Schleswig-Holsteinischen Erhebung auf dänischer Seite kämpfte und 1849 bei der Schlacht an den Düppeler Schanzen schwere Verletzungen erhielt. Sein jüngerer Bruder Adelbert kämpfte als Offizier auf der gegnerischen Seite der Schleswig-Holsteinischen Armee und emigrierte nach Kriegsende in die USA. Ulrich von Baudissin wurde 1849 für seine militärischen Verdienste mit dem den Dannebrogorden ausgezeichnet und in den Stab des 5. Battalions versetzt, um dann routinemäßig nach 30 Dienstjahren 1861 im Rang eines Majors auszuscheiden.
Nach der Militärzeit konnte er die bereits in jungen Jahren begonnene Schriftstellerei, die der mit 5 seiner Geschwister teilte, berufsmäßig ausüben. Er übersetzte aus dem Dänischen, bearbeitete verschiedene historische Stoffe als Bühnenmanuskript und schrieb Romane und Lustspiele. Dabei verwendete er mitunter als Pseudonym seine Vornamen „Hermann Hunold“. Einige Bühnenstücke erschienen 1863 als „Kleinigkeiten für das deutsche Theater“ und fanden große Beachtung.
Er wirkte auch als Maler und Zeichner. Als er während der Zeit als Soldat in Altona stationiert war, erstellte er 20 Lithographien von Garnisonsoffizieren. 1843 bereiste er mit dem Freund Louis Gurlitt über Düsseldorf und Süddeutschland nach Norditalien. So entstanden zumeist Landschaftsbilder. Von 1838 bis 1848 hatte er elf Ausstellungen in der Charlottenborg. Seine Gemälde von Schloss Frederiksborg hängen heute im Statens Museum for Kunst in Kopenhagen.
Von Baudissin wohnte in München, Konstanz, Cannstatt und bei Lebensende in Wiesbaden.

## Werke
- Cora oder Die Sklavin. Amerikanisches Charakterbild in 5 Aufzügen. Nach vorhandenen Stoffen frei bearbeitet. Mentzel, Altona 1842. Digitalisat in google books
- Eine Audienz. Lustspiel. Mentzel, Altona 1862.
- Ein Fräulein, welches bei Hofe gelebt hat. Lustspiel. Mentzel, Altona 1862.
- Pack. Lustspiel in fünf Aufzügen nach dem Dänischen des Th. Overskou. Mentzel, Altona 1862.
- Christian Winther: Bunte Blätter. Erzählungen und Novellen. Übersetzung aus dem Dänischen v. U.v.B., Mentzel, Altona 1862.
- Ein Abenteuer auf der Eisenbahn. Posse mit Gesang in 2 Aufzügen. Rüter, Altona 1862. Digitalisat des MDZ
- Carit Etlar (Ps.): Herrensitze. Erzählungen. Übersetzung aus dem Dänischen v. U.v.B., Mentzel, Altona 1863.
- Der Albatros. Humoristisch-ernster Roman. Rümpler, Hannover 1864.
- Ein pseudonymer Hauslehrer. Roman. Janke, Berlin 1866. Digitalisat bei google books
- Liebe und Leidenschaft. Roman in vier Bänden. Janke, Berlin 1866. Zuerst in 13 Fortsetzungen in der Deutschen Roman-Zeitung.
- Gattin und Tochter. Roman. Janke, Berlin 1867.
- Ronneburger Mysterien. Humoristischer Roman. Kröner, Stuttgart 1869. Digitalisat des MDZ
- Die Stiefkinder. Roman in drei Bäden. Kröner, Stuttgart 1870. Digitalisat des MDZ
- Marotte. Humoristischer Roman. Kröner, Stuttgart 1871.
- Der Lebensretter. Roman. Günthe, Leipzig 1872.
- In engen Kreisen. Roman in vier Bänden. Günther, Leipzig 1874.
- Das Damenstift. Roman in vier Bänden. Simon, Stuttgart 1875.
- Eine Wanderung durch Jahrtausende. Ein culturgeschichtlicher Novellen-Cyclus aus der schwäbischen Vorzeit. Paul Neff, Stuttgart 1875.
- Hans Christian Andersen: Bilderbuch ohne Bilder. Nach der fünften dänischen Ausgabe Deutsch von Graf U. Baudissin. Paul Neff, Stuttgart 1875.
- Falsche Behauptungen. Lustspiel in 2 Aufzügen. Mutze, Leipzig 1876.
- Ein seelenguter Mensch. Lustspiel in 2 Aufzügen. Mutze, Leipzig 1876.
- Am Marterpfahl. Lustspiel in 4 Aufzügen (als H. Hunold). Mutze, Leipzig 1877.
- Fünfundzwanzigtausend Thaler. Lustspiel. Agentur der Genossenschaft dramatischer Autoren u. Componisten, Leipzig 1878.
- Was ist Liebe? Lustspiel in 3 Aufzügen. Agentur der Genossenschaft dramatischer Autoren u. Componisten, Leipzig 1879.
- Am Scheidewege. Lustspiel in 4 Aufzügen. Agentur der Genossenschaft dramatischer Autoren u. Componisten, Leipzig 1880.